# Aria (Comic)
Aria ist eine 1980 begonnene frankobelgische Comicserie.

## Handlung
Aria ist eine Kriegerin und zieht mit ihrem Pferd Furia durch eine mittelalterliche Welt voller Gefahren, um Schwachen und Hilflosen beizustehen. Sie kämpft gegen Bösewichte und Ungeheuer und lässt sich auch durch Magie und Zauberei nicht abschrecken. Mehrmals muss sie sich mit ihrer schwierigen Vergangenheit auseinandersetzten. Mit ihrem Jugendfreund Tigron hat sie den Sohn Sacham.

## Hintergrund
Michel Weyland schrieb und zeichnete die Fantasyreihe. Die Serie erschien 1980 in der belgischen und von 1980 bis 1988 in der französischen Ausgabe von Tintin sowie zwischen 1990 und 1993 in Hello Bédé. Einige Kurzgeschichten wurden in Super Tintin veröffentlicht. Nach 2002 kam es in Spirou in unregelmäßigen Abständen ebenfalls zu einem Vorabdruck. Die Albenausgabe begann 1982 bei Le Lombard und wurde 1994 durch Dupuis fortgesetzt. Im deutschen Sprachraum gab Feest einige Episoden in veränderter Reihenfolge heraus und veröffentlichte mehrere Kurzgeschichten in Comicspiegel, jeweils unter dem Titel Ariane. Weitere Geschichten folgten bei Epsilon, diesmal unter dem Originaltitel Aria. Eine Integral-Ausgabe erscheint seit 2018 bei Kult Comics.

## Geschichten
- Die List der Kriegerin (La fugue d’Aria, Tintin, 1980, 46 Seiten)
- Der Hüter des Tals (Aria et le Dragon, Tintin, 1980, 5 Seiten)
- Das Horn des Piraten (Les pirates à mains nues, Super Tintin, 1980, 6 Seiten)
- Die Puppen der Magierin (Aria contre la sorcière, Tintin, 1980, 8 Seiten)
- Der Berg der Hexenmeister (La montagne aux sorciers, Tintin, 1981, 24 Seiten)
- Die siebte Pforte (La septième porte, 1981–1982, 46 Seiten)
- Là n’est pas ton destin (Super Tintin, 1982, 10 Seiten)
- Le premier souffle (Super Tintin, 1982, 4 Seiten)
- Die Ritter von Aquarius (Les chevaliers d’Aquarius, Tintin, 1982–1983, 46 Seiten)
- Zolkhan (Super Tintin, 1982, 4 Seiten)
- Die Tränen der Göttin (Les larmes de la déesse, Tintin, 1983, 46 Seiten)
- Der Ring der Elflinge (L’anneau des Elflings, Tintin, 1984, 46 Seiten)
- Le spectateur de l’infini (Super Tintin, 1984, 6 Seiten)
- Das Gericht der Raben (Le tribunal des corbeaux, Tintin, 1985, 46 Seiten)
- Les aventures mystérieuses et rocambolesques de l’agent spatial (Tintin, 1985, 1 Seite)
- Der Meridian von Posidonia (Le méridien de Posidonia, Tintin, 1985–1986, 46 Seiten)
- Plus forte que la forêt (Super Tintin, 1986, 5 Seiten)
- Der Kampf der Frauen (Le combat des dames, Tintin, 1986, 46 Seiten)
- Oeil d’ange (Tintin, 1987, 46 Seiten)
- Coup de foudre (Super Tintin, 1987, 2 Seiten)
- Die Unzähmbaren (Les indomptables, Tintin, 1988, 46 Seiten)
- Ianesch-Handra (Janessandre, Kuifje, 1989, 46 Seiten)
- Der Schrei des Propheten (Le cri du prophète, Hello Bédé, 1990, 46 Seiten)
- Le voleur de lumière (Hello Bédé, 1991, 46 Seiten)
- Vendéric (Hello Bédé, 1992, 46 Seiten)
- Ove (1994, 46 Seiten)
- Satans Garten (La vestale de Satan, 1995, 46 Seiten)
- Wütende Venus (Vénus en colère, 1996, 46 Seiten)
- Sacristar (1997, 46 Seiten)
- La fleur au ventre (1998, 46 Seiten)
- La griffe de l’ange (1999, 46 Seiten)
- La voie des rats (2000, 46 Seiten)
- Das Kuschelschwein (La poussar, 2001, 46 Seiten)
- Die gefangene Seele (L’âme captive, Spirou, 2002, 46 Seiten)
- Florina (Florineige, Spirou, 2003, 46 Seiten)
- Le jardin de Baohm (Spirou, 2004, 46 Seiten)
- Chant d’étoile (2005, 46 Seiten)
- L’élixir du diable (2006, 46 Seiten)
- La poupée aux yeux de lune (2007, 46 Seiten)
- Renaissance (2008, 46 Seiten)
- La Mamaïtha (2009, 46 Seiten)
- Le diable recomposé (Spirou, 2010, 46 Seiten)
- Les rescapés du souvenir (Spirou, 2011, 46 Seiten)
- La ventre de la mort (Spirou, 2012, 46 Seiten)
- Le pouvoir des cendres (Spirou, 2013, 46 Seiten)
- Le chemin des crêtes (Spirou, 2014, 46 Seiten)
- Faites taire l’accusée (Spirou, 2015, 46 Seiten)
- Le trône du diable (2017, 46 Seiten)
- Flammes Salvatrices (2019, 46 Seiten)